# Felsengarnelen
Die Einteilung der Lebewesen in Systematiken ist kontinuierlicher Gegenstand der Forschung. So existieren neben- und nacheinander verschiedene systematische Klassifikationen. 
Das hier behandelte Taxon ist durch neue Forschungen obsolet geworden oder ist aus anderen Gründen nicht Teil der in der deutschsprachigen Wikipedia dargestellten Systematik.
Die Felsengarnelen (Palaemoninae) waren als Unterfamilie der Familie der Felsen- und Partnergarnelen (Palaemonidae) zugeordnet. Nach molekularbiologischen Untersuchungen konnte der Status einer Unterfamilie allerdings nicht mehr aufrechterhalten werden. Alle Gattungen wurden ohne weitere Gruppierung der Familie Felsen- und Partnergarnelen zugeordnet.

## Lebensweise
Die Unterfamilie enthielt etwa neun Gattungen mit mehreren Hundert Arten, wovon ungefähr 270 Arten allein auf die Gattung der Großarmgarnelen (Macrobrachium) entfallen. Ihr Rostrum ist lang und unten und oben gesägt.
Felsengarnelen kommen weltweit im Meer, vor allem in kalten und gemäßigten Regionen, im Brackwasser und Süßwasser vor. Im Gegensatz zu den Partnergarnelen (Pontoniinae) leben sie nicht als Kommensalen in Symbiose mit anderen wirbellosen Tieren. Einige Arten aus der Gattung Urocardiella putzen jedoch ähnlich wie die Putzergarnelen Fische. Viele Arten leben räuberisch.

## Gattungen
Die Unterfamilie umfasste mehr als 20 Gattungen (Stand: 2015), wobei einige früher akzeptierte Gattungen nach neuerer Analyse synonymisiert werden mussten.
Auswahl:
- Brachycarpus Bate, 1888
- Leander E. Desmarest, 1849
- Leptocarpus Holthuis, 1950
- Großarmgarnelen (Macrobrachium Bate, 1868)
- Nematopalaemon Holthius, 1950
- Felsengarnelen (Palaemon Weber, 1795)
- Urocaridella Borradaile, 1915